# انرژی خورشیدی در لهستان

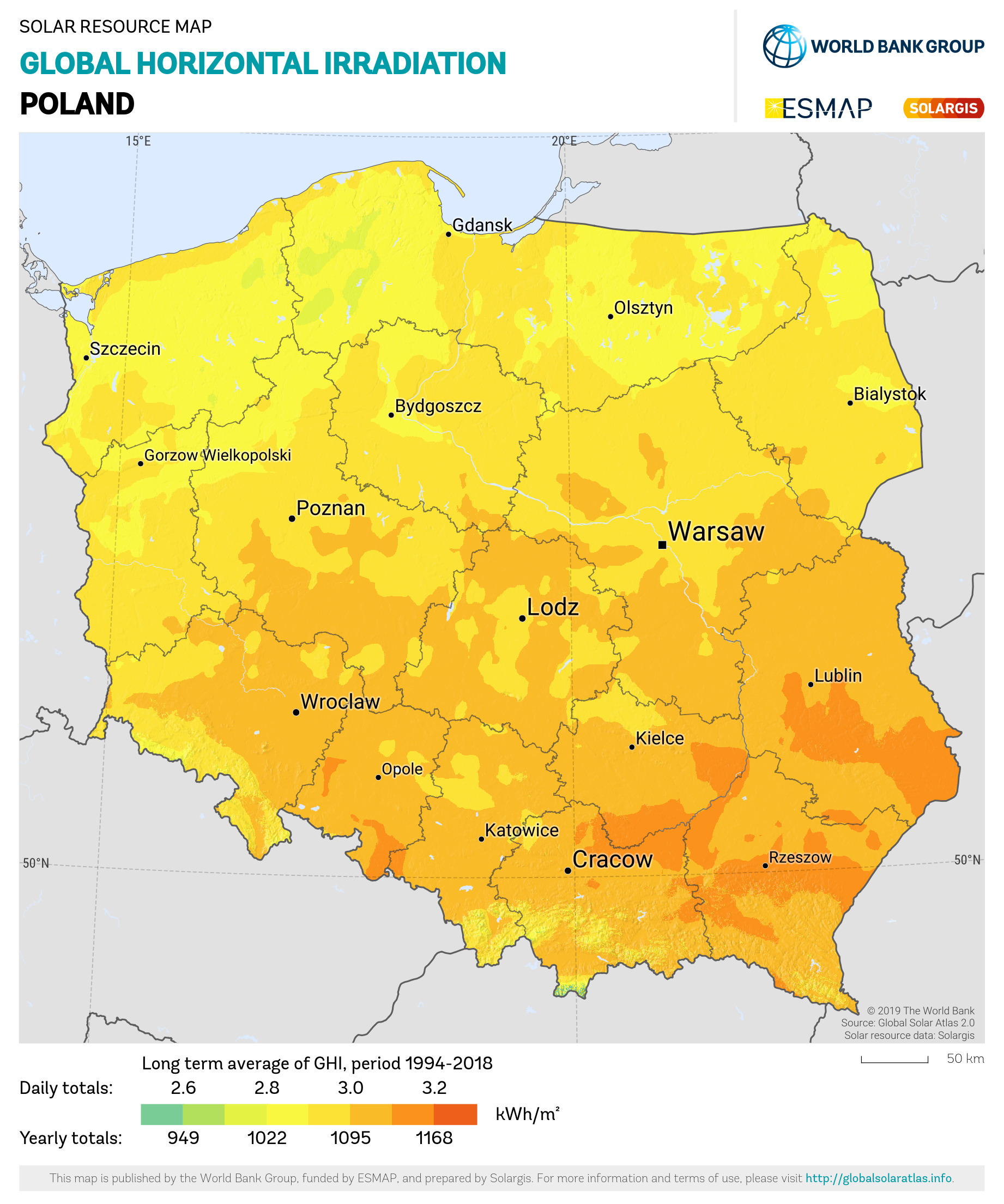
متوسط تابش سالانه در لهستان

انرژی خورشیدی در لهستان شامل تولید انرژی حرارتی خورشیدی و فتوولتائیک است. انرژی حرارتی خورشیدی برای گرمایش آب، با استفاده از کلکتورهای حرارتی خورشیدی در ۳٬۰۰۰٬۰۰۰ متر مربع (۳۲٬۰۰۰٬۰۰۰ فوت مربع) در پایان سال ۲۰۲۱ مورد استفاده قرار گرفته‌است.
مجموع ظرفیت متصل به شبکه لهستان از انرژی فتوولتائیک خورشیدی تا ۳۰ سپتامبر ۲۰۲۳، برابر ۱۵۶۲۷٫۵ مگاوات بوده‌است که تقریباً ۵۸ درصد از کل ظرفیت انرژی تجدیدپذیر نصب شده کشور را شامل می‌شود.
رشد کنونی زیاد است و پیش‌بینی‌ها حاکی از آن است که ظرفیت آن از سال ۲۰۲۲ (۱۲ گیگاوات) تا سال ۲۰۲۵ (۲۶ گیگاوات) بیش از دو برابر شود.
انرژی خورشیدی برنامه کلیدی دولت لهستان برای تولید ۷۵ درصد برق از منابع بدون کربن (تجدیدپذیر و هسته ای) تا سال ۲۰۴۰ خواهد بود.

## آمار تولید فتوولتائیک در لهستان
| ۲۰۰۵ | ۲۰۰۶ | ۲۰۰۷ | ۲۰۰۸ | ۲۰۰۹ | ۲۰۱۰ | ۲۰۱۱ | ۲۰۱۲ | ۲۰۱۳ | ۲۰۱۴ | ۲۰۱۵  | ۲۰۲۰ | ۲۰۲۱ | ۲۰۲۲  |
| ---- | ---- | ---- | ---- | ---- | ---- | ---- | ---- | ---- | ---- | ----- | ---- | ---- | ----- |
| ۰٫۳  | ۰٫۴  | ۰٫۶  | ۱    | ۱    | ۲    | ۱٫۸  | ۳٫۴  | ۴٫۲  | ۲۹٫۹ | ۱۱۰٫۹ | ۳۹۶۰ | ۷۶۷۰ | ۱۲۱۸۹ |